# Arquidiócesis de Caracas
La arquidiócesis de Caracas o de Santiago de Venezuela (en latín: Archidioecesis Caracensis o Sancti Iacobi in Venezuela) es una circunscripción eclesiástica de la Iglesia católica en Venezuela. Se trata de una arquidiócesis latina, sede metropolitana de la provincia eclesiástica de Caracas. Desde el 28 de junio de 2024 su arzobispo es Raúl Biord Castillo, de la Pía Sociedad de San Francisco de Sales.

## Territorio y organización

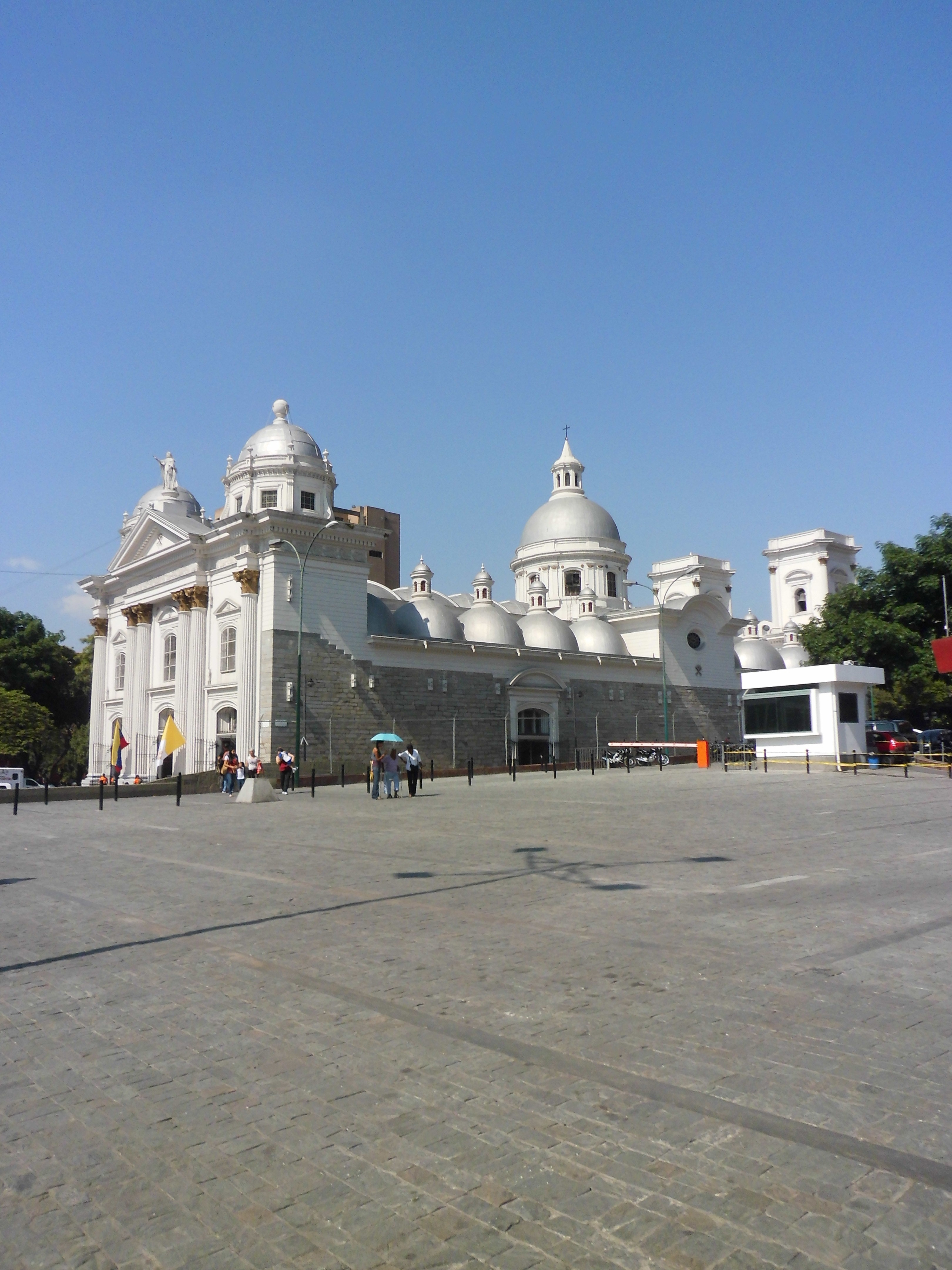
Basílica de Santa Teresa, en Caracas

La arquidiócesis tiene 814 km² y extiende su jurisdicción sobre los fieles católicos de rito latino residentes en el Distrito Capital (que solo comprende el municipio Libertador), y 3 municipios del estado Miranda: Chacao, El Hatillo y Baruta.

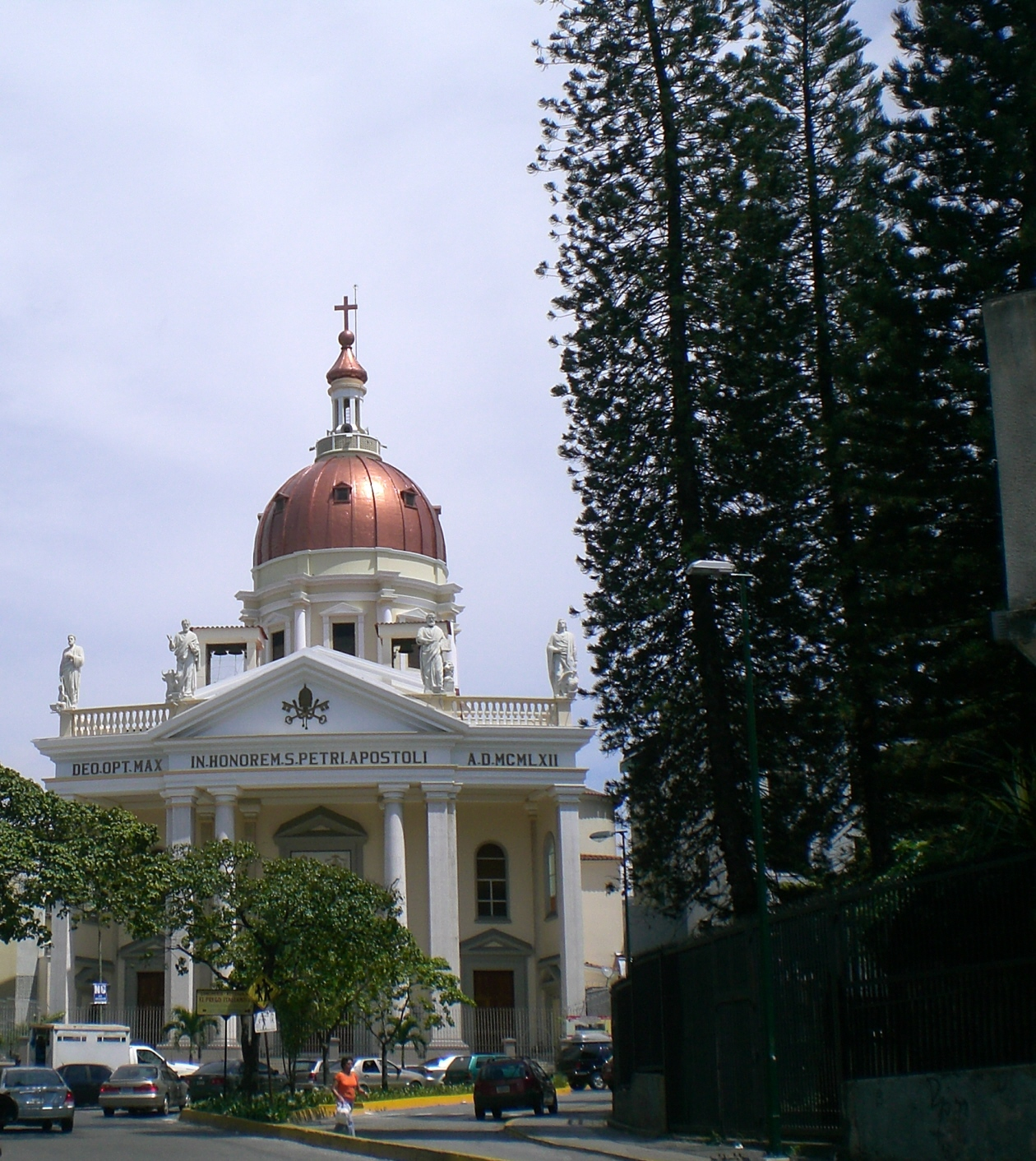
Basílica de San Pedro Apóstol, en Caracas

La sede de la arquidiócesis se encuentra en la ciudad de Caracas, en donde se halla la Catedral de Santa Ana y 3 basílicas menores: la de Santa Teresa, la de San Pedro Apóstol y el santuario de la Santa Capilla. La curia de la arquidiócesis tiene su sede en el Palacio Arzobispal, localizado entre las esquinas de Monjas y Gradillas, al lado de la Plaza Bolívar de Caracas. Este edificio es una de los pocas construcciones coloniales que quedan en Caracas que no ha sido destruido por un terremoto o el acelerado avance urbanístico de la capital de Venezuela.

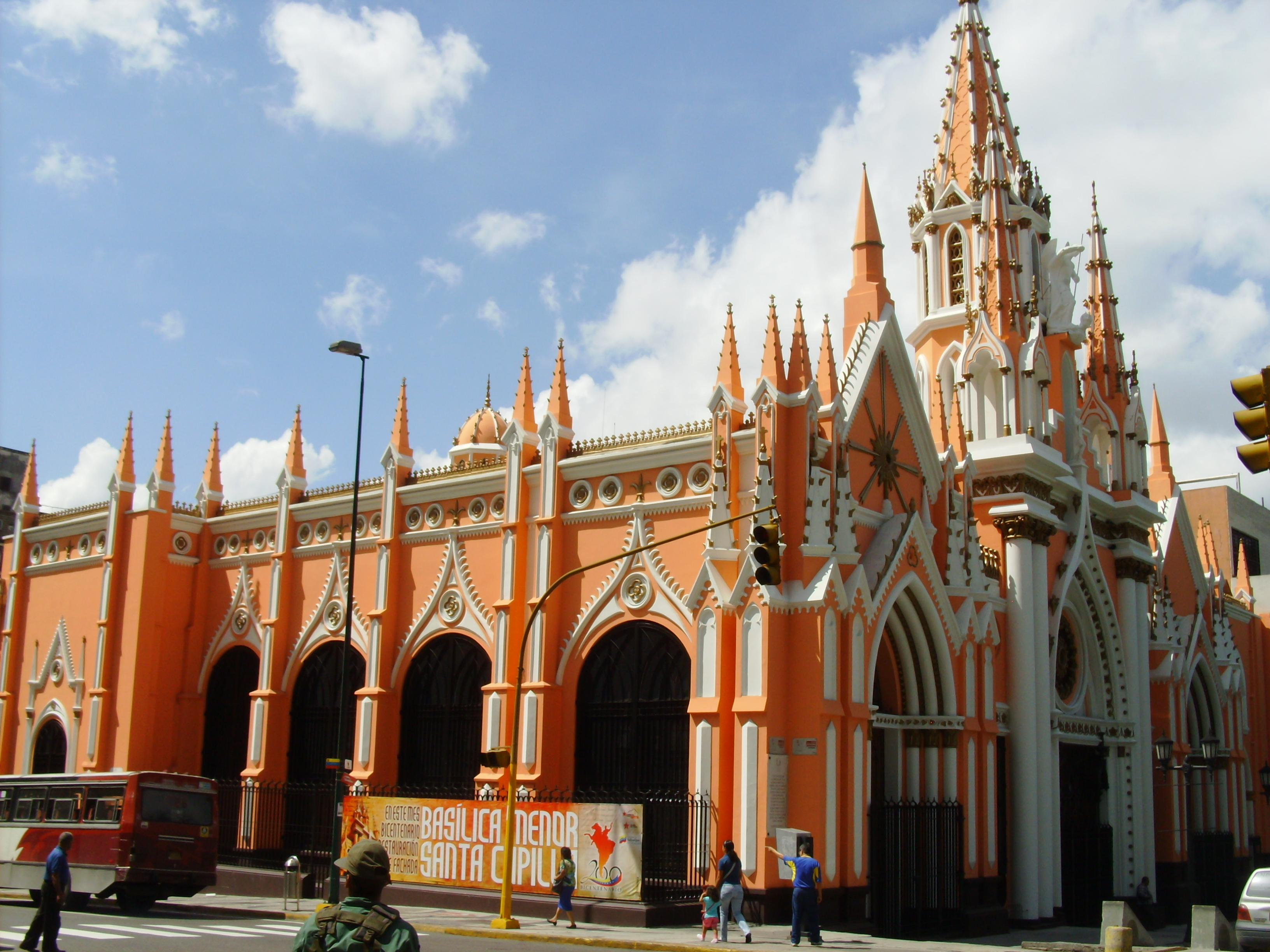
Basílica santuario de la Santa Capilla, en Caracas

La arquidiócesis tiene como sufragáneas a las diócesis de Guarenas, La Guaira, Los Teques y Petare.

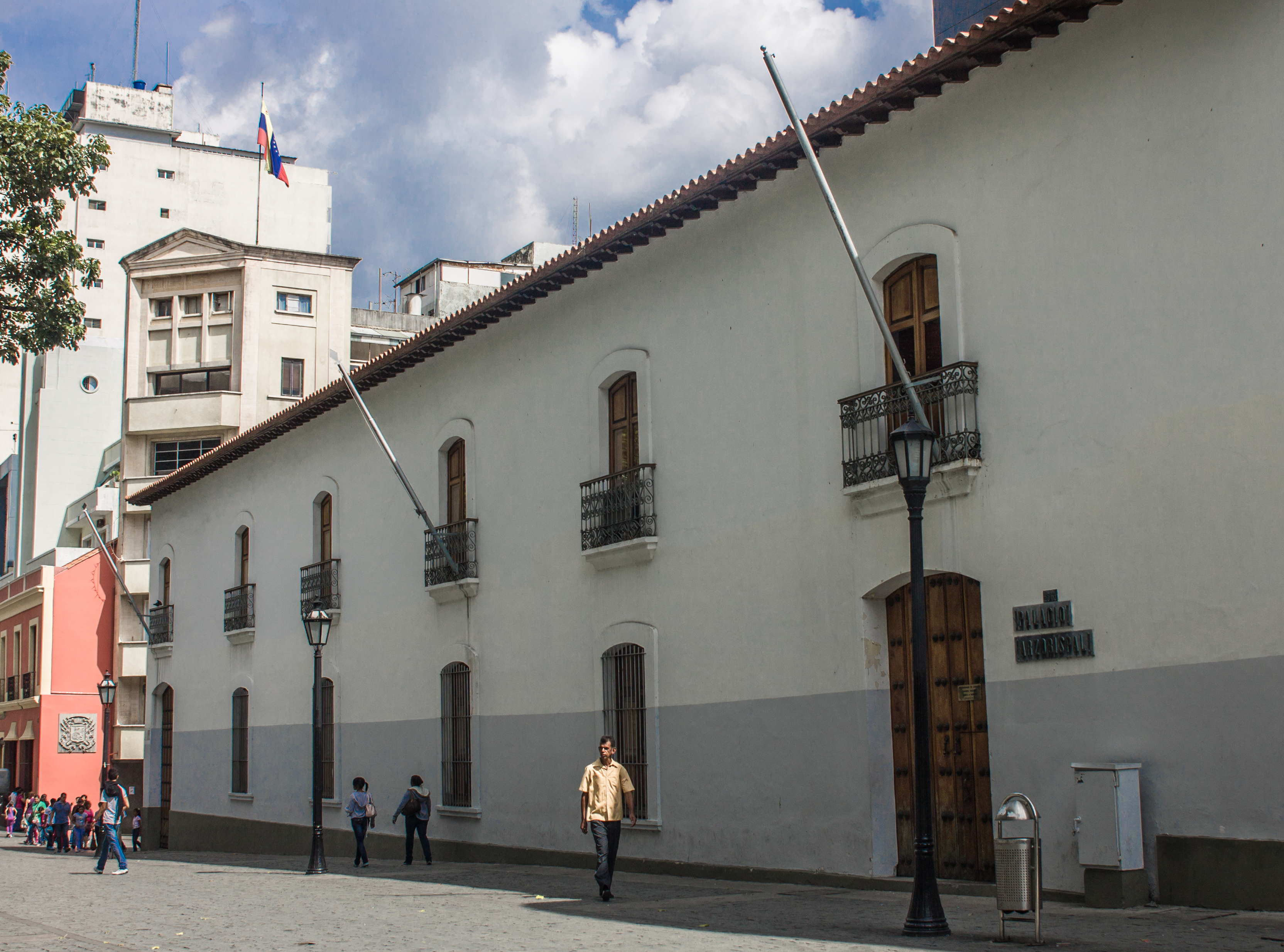
Palacio Arzobispal de Caracas

En 2023 en la arquidiócesis existían 98 parroquias agrupadas en 11 arciprestazgos, y estos en 3 zonas pastorales: del Centro, del Oeste y del Este.

## Historia

### Sede en Coro
Todo el oriente venezolano formaba parte de la diócesis de Puerto Rico como “anexos ultramarinos” hasta que inmediatamente después de la conquista española del territorio fue erigida la diócesis de Venezuela el 21 de junio de 1531, mediante la bula Pro excellenti praeeminentia expedida por el papa Clemente VII en Roma. En el documento pontificio se habla de la provincia de Venezuela (también llamada de Coro, en Tierra Firme), que comprende el mismo territorio otorgado a los Welser en 1528: «lo que hay en la dicha costa que comienza desde el Cabo de la Vela o del fin de los límites y términos de la dicha Gobernación de Santa Marta», hasta Maracapana al Oriente, incluyendo todo el cordón insular situado al norte de dicha costa, exceptuando, expresamente, las que tenía encomendadas Juan Martín de Ampués, es decir, Aruba, Bonaire y Curazao.
Clemente VII ordenó erigir la catedral en Coro, entonces capital de la provincia de Venezuela, a la que se le concedió el título de ciudad pontificia, caso excepcional en toda América. «Se formaliza con título de Ciudad, al pueblo llamado Coro que está en la dicha Provincia de Venezuela».
El primer obispo de la diócesis fue Rodrigo de Bastidas, quien desde Salamanca, España, el 4 de junio de 1532 dictó las reglas para el establecimiento y gobierno de la nueva Iglesia, es decir, su carta fundamental. 
Originalmente sufragánea de la archidiócesis de Sevilla, el 12 de febrero de 1546 pasó a formar parte de la provincia eclesiástica de la arquidiócesis de Santo Domingo.
A Rodrigo de Bastidas le sucedieron once obispos, hasta que la sede quedó canónicamente transferida a Caracas, entre ellos fray Gonzalo de Angulo, quien asumió el obispado el 29 de junio de 1619.

### Sede en Santiago de León de Caracas
En cumplimiento de la real cédula del 20 de junio de 1637, la sede de la diócesis fue trasladada a Caracas el 7 de marzo de 1638. El traslado de la sede se justificó por la superioridad económica de la nueva sede, ciudad en la que habían fijado su residencia la mayoría de los obispos hasta la fecha, y las ventajas estratégicas contra cualquier ataque holandés que, desde Curazao, estaba sólo a ocho o nueve horas de navegación de Coro, situación peligrosa puesto que en cualquier momento los holandeses podían saquear los bienes de la Iglesia.
En 1752 cedió una porción de su territorio, que de hecho era administrado por la diócesis de San Juan de Puerto Rico, para la erección de la prefectura apostólica de Curazao (actual diócesis de Willemstad). El 16 de febrero de 1778 cedió otra porción de su territorio para la erección de la diócesis de Mérida (hoy arquidiócesis de Mérida) mediante la bula Magnitudo divinae bonitatis del papa Pío VI.

### Elevación a arquidiócesis
Para finales del siglo XVIII con la erección de las diócesis de Mérida y Guayana (1790) se logró avanzar bastante en el proceso de integración territorial venezolana, tanto en lo civil como en lo eclesiástico. Para estos años ya se contaba con instituciones con carácter hacendístico, militar, gubernativo, judicial y comercial, como es el caso de la Intendencia de Ejército y Real Hacienda (1776), la capitanía general (1777), la Real Audiencia de Caracas (1786), el Real Consulado (1793), pero faltaba la provincia eclesiástica.
La diócesis de Caracas fue elevada a arquidiócesis mediante la bula In universalis ecclesiae regimine expedida por el papa Pío VII en la basílica de Santa María la Mayor en Roma, el 24 de noviembre de 1803. Esta decisión fue motivada fundamentalmente por la transferencia de la isla La Española a Francia por el Tratado de Basilea del 22 de julio de 1795, porque allí residía desde el siglo XVI el metropolitano de la provincia eclesiástica a la cual pertenecía Venezuela. Pero la elevación de la diócesis caraqueña a arquidiócesis era sólo cuestión de tiempo, puesto que ya estaban dadas todas las condiciones que requería la provincia de Venezuela para convertirse en el eje y centro de la futura nacionalidad venezolana.
Mediante real cédula del 16 de julio de 1804 del rey Carlos IV de España (cumplida el 15 de noviembre de 1804), se aprobó la erección de este arzobispado, asignándole por sufragáneas a las diócesis de Mérida y de Guayana. El 28 de julio de 1897 se le agregó la diócesis del Zulia (hoy arquidiócesis de Maracaibo). Francisco de Ibarra, el primer arzobispo, fue también el primer venezolano en ser ordenado obispo, después de haber sido el primer obispo de la diócesis de Guayana, cargo en el que estuvo por seis años.
El arzobispado de Caracas y Venezuela se convirtió en un factor de integración territorial. La independencia y autonomía propia de una Iglesia nacional solo se logró en 1803 con la arquidiócesis. La importancia de este hecho de jurisdicción eclesiástica trasciende una mera conveniencia administrativa. Las vinculaciones entre lo civil y lo eclesiástico eran inmensamente más hondas y decisivas que en nuestros días, hasta por el régimen mismo de Patronato Regio propio de la América Española.

La significación histórica de la erección del arzobispado de Caracas bien puede estar plasmada en el siguiente párrafo, del obispo de Mérida, Santiago Hernández Milanés, al nuevo arzobispo Ibarra: 
"Deje Vuestra Señoría Ilustrísima venir los honores cuando no los buscamos y alégrese en ello por su Patria, que poco a poco se va elevando hasta lo sumo, para cuyo cumplimiento ya no falta sino el Virrey" 
El proceso de integración económico, político, gubernamental, judicial, comercial y eclesiástico, que pudo haber concluido en la erección del quinto virreinato de América, fue interrumpido por las guerras de la Independencia.
Posteriormente cedió partes de su territorio para la erección de:
- la diócesis de Calabozo (hoy arquidiócesis de Calabozo) el 7 de marzo de 1863 por el Papa Pío IX;
- la diócesis de Valencia en Venezuela (hoy arquidiócesis de Valencia en Venezuela) el 12 de octubre de 1922 mediante la bula Ad munus del Papa Pío XI;[12]
- la diócesis de Maracay el 21 de junio de 1958 mediante la bula Qui Supremi Pontificatus del Papa Pío XII;[13]
- la diócesis de Los Teques el 23 de julio de 1965 mediante la bula Amor ille del Papa Pablo VI;[14]
- la diócesis de La Guaira el 15 de abril de 1970 mediante la bula Cum summus Deus del Papa Pablo VI;[15]
- la diócesis de Petare el 16 de noviembre de 2021 mediante la bula Veluti bona Mater del Papa Francisco.[16]

El 15 de junio de 2011 la Congregación para el Culto Divino y la Disciplina de los Sacramentos confirmó a Nuestra Señora de Coromoto como patrona principal de la arquidiócesis.

## Estadísticas
Según el Anuario Pontificio 2024 la arquidiócesis tenía a fines de 2023 un total de 2 980 120 fieles bautizados.
| Año                                                                             | Población            | Población | Población      | Sacerdotes | Sacerdotes    | Sacerdotes    | Bautizados por sacerdote | Diáconos permanentes | Religiosos | Religiosos | Parroquias |
| Año                                                                             | Bautizados católicos | Total     | % de católicos | Total      | Clero secular | Clero regular | Bautizados por sacerdote | Diáconos permanentes | Varones    | Mujeres    | Parroquias |
| ------------------------------------------------------------------------------- | -------------------- | --------- | -------------- | ---------- | ------------- | ------------- | ------------------------ | -------------------- | ---------- | ---------- | ---------- |
| 1950                                                                            | 740 515              | 755 000   | 98.1           | 253        | 107           | 146           | 2926                     |                      | 331        | 558        | 62         |
| 1959                                                                            | 1 334 461            | 1 538 290 | 86.7           | 464        | 142           | 322           | 2875                     |                      | 566        | 1261       | 96         |
| 1966                                                                            | 1 741 608            | 1 777 152 | 98.0           | 542        | 165           | 377           | 3213                     |                      | 580        | 1850       | 83         |
| 1970                                                                            | 2 290 793            | 2 290 793 | 100.0          | 737        | 297           | 440           | 3108                     |                      | 617        | 1650       | 93         |
| 1976                                                                            | 2 200 000            | 2 500 000 | 88.0           | 760        | 160           | 600           | 2894                     | 9                    | 757        | 1500       | 92         |
| 1980                                                                            | 2 473 000            | 2 839 000 | 87.1           | 651        | 132           | 519           | 3798                     | 10                   | 712        | 1453       | 96         |
| 1990                                                                            | 3 073 000            | 3 573 000 | 86.0           | 631        | 131           | 500           | 4870                     | 11                   | 838        | 2401       | 117        |
| 1999                                                                            | 2 724 692            | 3 205 520 | 85.0           | 603        | 103           | 500           | 4518                     | 14                   | 743        | 1200       | 121        |
| 2000                                                                            | 3 700 000            | 5 000     | 74.0           | 402        | 120           | 282           | 9203                     | 11                   | 523        | 725        | 110        |
| 2001                                                                            | 3 700 000            | 5 000     | 74.0           | 363        | 118           | 245           | 10 192                   | 11                   | 523        | 725        | 110        |
| 2002                                                                            | 3 700 000            | 5 000     | 74.0           | 364        | 119           | 245           | 10 164                   | 11                   | 523        | 725        | 110        |
| 2003                                                                            | 4 579 000            | 6 189 170 | 74.0           | 365        | 120           | 245           | 12 545                   | 13                   | 476        | 1198       | 105        |
| 2004                                                                            | 3 400 000            | 4 000     | 85.0           | 610        | 130           | 480           | 5573                     | 11                   | 744        | 1198       | 116        |
| 2006                                                                            | 3 528 000            | 4 150 000 | 85.0           | 559        | 140           | 419           | 6311                     | 13                   | 730        | 1332       | 111        |
| 2013                                                                            | 3 960 000            | 4 644 000 | 85.3           | 490        | 130           | 360           | 8081                     | 9                    | 587        | 1010       | 116        |
| 2016                                                                            | 4 129 000            | 4 841 000 | 85.3           | 453        | 113           | 340           | 9114                     | 24                   | 520        | 1002       | 118        |
| 2019                                                                            | 4 291 750            | 5 031 810 | 85.3           | 447        | 107           | 340           | 9601                     | 24                   | 530        | 902        | 118        |
| 2021                                                                            | 3 749 280            | 4 395 530 | 85.3           | 388        | 93            | 295           | 9663                     | 25                   | 488        | 838        | 96         |
| 2023                                                                            | 2 980 120            | 3 461 834 | 86.1           | 449        | 99            | 350           | 6637                     | 19                   | 557        | 895        | 98         |
| Fuente: Catholic-Hierarchy, que a su vez toma los datos del Anuario Pontificio. |                      |           |                |            |               |               |                          |                      |            |            |            |

## Episcopologio
Últimos 5 arzobispos de Caracas:
- José Alí Lebrún Moratinos † (24 de mayo de 1980 por sucesión-27 de mayo de 1995 retirado)
- Antonio Ignacio Velasco García, S.D.B. † (27 de mayo de 1995-6 de julio de 2003 falleció)
  - Sede vacante (2003-2005)[nota 3]
- Jorge Liberato Urosa Savino † (19 de septiembre de 2005-9 de julio de 2018 retirado)
  - Sede vacante (2018-2023)
- Baltazar Enrique Porras Cardozo[nota 4] (17 de enero de 2023-28 de junio de 2024 retirado)
- Raúl Biord Castillo, S.D.B., desde el 28 de junio de 2024